# Guimps
Guimps is een gemeente in het Franse departement Charente (regio Nouvelle-Aquitaine) en telt 500 inwoners (2005). De plaats maakt deel uit van het arrondissement Cognac.

## Geografie
De oppervlakte van Guimps bedraagt 12,7 km², de bevolkingsdichtheid is 39,4 inwoners per km².
De onderstaande kaart toont de ligging van Guimps met de belangrijkste infrastructuur en aangrenzende gemeenten.

## Demografie
Onderstaande figuur toont het verloop van het inwonertal (bron: INSEE-tellingen).